# Calilegua
Calilegua är en ort i Argentina.   Den ligger i provinsen Jujuy, i den norra delen av landet, 1 400 km norr om huvudstaden Buenos Aires. Calilegua ligger 468 meter över havet och antalet invånare är 5 174.
Terrängen runt Calilegua är platt åt sydost, men åt nordväst är den kuperad. Närmaste större samhälle är Libertador General San Martín, 4,0 km söder om Calilegua.
Trakten runt Calilegua består till största delen av jordbruksmark. Runt Calilegua är det ganska glesbefolkat, med 29 invånare per kvadratkilometer.